# Gleb Axelrod
Pour les articles homonymes, voir Axelrod.
Gleb Borissovitch Axelrod (en russe : Глеб Борисович Аксельрод ; Moscou, 11 octobre 1923 – Hanovre, 2 octobre 2003 ; parfois orthographié Gleb Akselrod) est un pianiste russe, professeur au Conservatoire de Moscou.

## Carrière
Gleb Axelrod étudie au Conservatoire de Moscou d'abord avec L.I. Roizman, puis devient un disciple de Grigory Ginzburg et obtient son diplôme en 1948. Axelrod remporte, ex-aequo avec Marina Slesaryeva, le second concours de piano du Festival du printemps de Prague en 1951 (Prix Smetana). En 1955, il obtient le 4e prix au Concours Long-Thibaud et deux ans plus tard, il se classe deuxième, lors du premier Concours Vianna da Motta à Lisbonne, suivi de Naum Starkmann. 
Dès 1959, il enseigne le piano au Conservatoire de Moscou ; il est nommé professeur en 1979, et exerce jusqu'à sa retraite en 1997. Parallèlement, il participe en tant que membre du jury de divers compétitions internationales. Parmi ses élèves figurent notamment Sergeï Musaelyan (* 1950) et Guldzhamilya Kadyrbekova (* 1949). 
En 1966, il est fait Artiste émérite de l'URSS.

## Sources
- (en) « Prague Spring International Music Festival » (version du 27 juillet 2007 sur Internet Archive)
- Les armes de construction massive sur concours-long-thibaud.org
- (en) « Pianistas Colombianos Cerrarán la Tercera Temporada de Música de Cámara », 1er décembre 2012 à l'Université nationale de Colombie
- (ru) « Biographie de Gleb Axelrod », sur Conservatoire de Moscou.